# HiPhi
HiPhi — премиальное подразделение китайской компании Human Horizons, а также одноимённая серия электромобилей данной торговой марки. Базируется на выпуске аккумуляторных электромобилей. Первый автомобиль компании — HiPhi X — был представлен 31 июля 2019 года с запасом хода 643,6 км или 400 миль. 

## История
В 2019 году компания Human Horizons подписала соглашение о производстве автомобилей с компаниями Yueda Group и Dongfeng Yueda Kia (DYK) в Яньчэне. Первый серийный автомобиль поступил на китайский рынок в октябре 2020 года, а продажи начались в мае 2021 года. Затем в ноябре 2021 года был представлен автомобиль HiPhi Z, а в апреле 2023 года был представлен автомобиль HiPhi Y.

## Продукция

### Концепт-кары
- Concept H (2018)[6].
- Concept A (2018).
- Concept U (2019)[7].
- HiPhi Concept 1[8].

### Серийные автомобили
- HiPhi X[9].
- HiPhi Z[10].
- HiPhi Y[11][12].
- HiPhi A

## Продажи
| Год  | Всего |
| ---- | ----- |
| 2021 | 4237  |
| 2022 | 4394  |

## Галерея
- HiPhi X
- HiPhi X на зарядке
- HiPhi Z
- HiPhi Z
- HiPhi Y
- HiPhi Y
- HiPhi A